# Sanne socken
Sanne socken i Bohuslän ingick i Sörbygdens härad, ingår sedan 1974 i Munkedals kommun och motsvarar från 2016 Sanne distrikt.
Socknens areal är 46,10 kvadratkilometer, varav land 42,88. År 2000 fanns här 212 invånare. Sockenkyrkan Sanne kyrka ligger i socknen. 

## Administrativ historik
Sanne socken har medeltida ursprung. 
Vid kommunreformen 1862 övergick socknens ansvar för de kyrkliga frågorna till Sanne församling och för de borgerliga frågorna bildades Sanne landskommun. Landskommunen inkorporerades 1952 i Sörbygdens landskommun som 1974 uppgick i Munkedals kommun. Församlingen uppgick 2006 i Sörbygdens församling.
1 januari 2016 inrättades distriktet Sanne, med samma omfattning som församlingen hade 1999/2000.  
Socknen har tillhört län, fögderier, tingslag och domsagor enligt vad som beskrivs i artikeln Sörbygdens härad. De indelta soldaterna tillhörde Bohusläns regemente, Bullarens kompani och de indelta båtsmännen tillhörde 1:a Bohusläns båtsmanskompani.

## Geografi och natur
Sanne socken ligger nordost om Tanums socken kring Sannesjön och Hajumsån. Socknen har odlingsbygd i ådalar och vid sjön och är i övrigt en kuperad skogsbygd.
De största insjöarna är Sannesjön samt Lersjön som delas med Krokstads socken och Strandsjön som förutom med Krokstad även delas med Färgelanda socken i Färgelanda kommun.

## Fornlämningar
Boplatser och en hällkista från stenåldern har påträffats. Från bronsåldern finns spridda gravrösen och skålgropsförekomster. Från järnåldern finns gravhögar och en fornborg.

## Befolkningsutveckling
Befolkningen ökade från 465 1810 till 1293 1870 varefter den minskade till 239 1990.

## Namnet
Namnet skrevs 1391 Häida innehåller hed i betydelsen 'obebodd, skoglös och jämn sträckning' troligen syftande på området där kyrkan ligger.